# ساكن قصادي (مسلسل)
مسلسل إجتماعى مصري للكاتب الراحل يوسف عوف والمخرج إبراهيم الشقنقيري انتج عام 1995، يناقش المسلسل قضايا الجيرة المختلفة بشكل كوميدى هادف.

## خلفية عن العمل
ظهرت فكرة المسلسل كحلقة إذاعية تحت عنوان (صباح الخير يا جاري) من بطولة سناء جميل وخيرية أحمد ومحمود مرسي وحسن مصطفى، بعدها تم تقديم الفكرة على هيئة سهرة تليفزيونية مكونة من أربعة حلقات بنفس العنوان بمشاركة عمر الحريري بدلًا عن محمود مرسي ومحمد رضا بدلًا عن حسن مصطفى، بعد نجاح العمل تم تطوير الفكرة لمسلسل مكون من ثلاثون حلقة في العام 1995، وتم إنتاج الجزء الثاني عام 1996.

## الجزء الأول
كان الجزء الأول من بطولة الفنان الراحل محمد رضا في دور المعلم سيد الأخضر، والفنانة الراحلة خيرية أحمد بدور أنيسة زوجة سيد الأخضر، ومحمد الشقنقيري بدور الابن حسن. وعلى الجانب الآخر أو بالأحرى في الشقة المقابلة أدى الفنان الراحل عمر الحريري دور كمال بيه الحمراوي، وأدت الفنانة الراحلة سناء جميل دور زوجته سلوى، أما دور إبنتهما ليلى فقدمته الفنانة الراحلة ميرنا المهندس، وقد كان الفنان محمد رضا قد توفي قبل أن يكمل آخر حلقة من الجزء الأول في المسلسل وهي حلقة (زنقة) حيث أدى مشهداً واحداً فقط في بداية الحلقة. فقام المخرج بتعديل مشاهده بدون تغيير القصة.

### الشخصيات

#### الشخصيات الرئيسية
| الممثل         | الشخصية           | الجزء | المعلومات |
| -------------- | ----------------- | ----- | --- |
| محمد رضا       | المعلم سيد الأخضر | 1     | الجار الأول، صاحب محل حلويات ورجل طيب وعصبي، له كرش كبير مميز وصاحب أفيهات مضحكة، متزوج من أنيسة ولديهما ابن (حسن) وصديق لجاره كمال. |
| عمر الحريري    | كمال بيه الحمراوي | 2-1   | الجار الثاني، مدير عام لإحدى شركات الكيماويات، رجل مثقف ولديه العديد من العلاقات بالمسؤولين، متزوج من سلوى ولديهما ابنة (ليلى)       |
| خيرية أحمد     | أنيسة الحميلي     | 2-1   | زوجة المعلم سيد الأخضر، تحب ترديد الأمثال البلدي بشكل مستمر، طيبة القلب ودائمة المشاكل مع زوجها المعلم سيد، صديقة مقربة لجارتها سلوى |
| سناء جميل      | سلوى              | 2-1   | زوجة كمال بيه الحمراوي، متسلطة ودائما ما تفرض شخصيتها على كمال وأنيسة، وتحب ترديد الأمثال الفرنسية، صديقة مقربة لجارتها أنيسة        |
| محمد الشقنقيري | حسن               | 2-1   | إبن المعلم سيد وأنيسة، طالب جامعي بكلية الآداب قسم "الفلسفة" ويساعد والده في إدارة محل الحلويات وصديق ليلى.                          |
| ميرنا المهندس  | ليلى              | 1     | ابنة كمال بيه وسلوى، طالبة في الجامعة.                                                                                               |

### مشاركة
نظيم شعراوي (عزمي بيه رئيس الشركة) - نادية شكري - أحلام الجريتلي - أحمد سامي عبد الله - أحمد سعيد - أحمد عقل - إمام الصفطاوي - أنجيل آرام - إنعام سالوسة - إيناس مكي - إيناس نور - إيهاب شهاب - جليلة محمود - حسام الشربيني - حسن حسين - رشا محمد فؤاد - رشدي عسكر - سعيد رضوان - سليمان حسين - سمير الاسلامبولي - سمير عزيز - سهير الباروني - سيد حاتم - سيد زيان - سيد صادق - سيد عبد الكريم - شيرين حمدي - صبحي خليل - صبري عبد المنعم - طارق الباجورى - عائشة الكيلاني - عبد المنعم عوف - عمر أبو بكر - غادة نافع - غريب محمود - فاطمة شوشة - فاطمة محمود - فخري عازر - كريم شريف - كمال الزيني - كوثر رمزي - لطفي لبيب - مجدي بدر - محسن العزب - محمد أبو داود - محمد السبع أفندي - محمد الشرقاوي - محمد الصاوي - محمد الصوفي - محمد جبريل - محمد درديري - محمد عبد الحافظ - محمد عتريس - محمد فريد - محمود العراقي - مدحت مرسي - مروة مهران - مصطفى الكواوي - ممدوح غنيم - مهدي عباس - ميمي جمال - نادية فهمي - ناصر شاهين - نبوية سعيد - نوال البطوطي - هالة النجار - هانم محمد - يوسف عيد

### حلقات الجزء الأول 1995
| رقم الحلقة | اسم الحلقة              | القصة |
| ---------- | ----------------------- | --- |
| 1          | كيد النساء              | يصل طرد بالخطأ إلى منزل أنيسة، لتكتشف أن سيد مُقبل على الزواج من أخرى، تلجأ أنيسة لسلوى لمحاولة منعه، تفكر سلوى في خطة تقوم على التظاهر بأن هناك معجب لأنيسة يرسل لها الخطابات والورود والهدايا القيمة لإشعال نار غيرة زوجها سيد، ويختارون اسم (حرحش) للمعجب المجهول، إلا أن الإسم يتطابق مع اسم أحد الأشخاص ليقعوا في العديد من المواقف الكوميدية. |
| 2          | ضيوف آخر الليل          | سافر كمال لبيروت في مهمة عمل، تستغل عصابة من اللصوص غيابه ويوهمون سلوى وليلى أن كمال قد أشترى آثاثًا جديدًا وأنه عليهم إخلاء الشقة إنتظارًا لوصوله، تنطلي عليهم الخدعة في البداية قبل عودة كمال المفاجئة ليكتشفوا أنهم وقعوا ضحية خدعة. |
| 3          | تسمحلي أفش غلي          | بعد تزايد حدة الخلافات بين سيد وأنيسة، تنصحها سلوى بشراء عروسة الفضفضة لتفرغ عليها شحنة غضبها منه، تكرر عدد من سيدات الحي الأمر مع عرائس تحمل صور أزواجهن، بعد نجاح الفكرة يقررون تصنيع العرائس بشكل محلي لتغطية الطلبات الزائدة. |
| 4          | ليلى والكحك             | تتعلم ليلى وصديقتها طريقة تنفيذ الكحك من أنيسة وتقرران خبزه بمناسبة حلول العيد، تشتريان كيس من الدقيق لإعداد العجين، تظن بائعة الدقيق أنها قد سلمت ليلى وصديقتها كيسًا يحوي مادة الـDDT السامة بدلًا من الدقيق، وتبلغ سلوى وليلى بالأمر لتبدآن في مهمة انقاذ كل من تناول من الكحك. |
| 5          | جواز سيد من أنيسة باطل  | يتشاجر المعلم سيد مع زوجته أنيسة بسبب رغبة أنيسة في اصدار بطاقة شخصية وتخرج أنيسة لشقة كمال بيه وتشتكى لسلوى من تصرفات المعلم سيد وتحكمه فيها بأموالها وتطلب سلوى من كمال بيه مساعدة أنيسة في استخراج البطاقة الشخصية، يتشاجر المعلم سيد مع أنيسة مرة أخرى لنفس السبب وتسكن عند سلوى في شقتها، يحضر عباس إلى شقة المعلم سيد ويعطيه صورة من عقد الزواج الخاص به ويخبره بأن العقد مزور وأن المأذون الذي عقد له القران هو صبي يعمل لدى المأذون الحقيقي وأن زواجه من أنيسة باطل قانوناً فيندهش المعلم سيد، يتصل المعلم سيد بكمال بيه ويطلب منه الحضور لشقته ويخبره بالقصة، ويفرح المعلم سيد بعد ذلك كونه تخلص من أنيسة بدون زواج، يخبر كمال بيه أسرته بالموضوع ويطلب منهم كتم الموضوع وعدم ابلاغ أنيسة، ولكن سلوى تذهب لتخبرها بالحقيقة بالتدريج وتنصدم أنيسة في البداية بالموضوع، تذهب ليلى لتنادي المعلم سيد وكمال بيه من شقة المعلم سيد، ويتجمع الكل في منزل كمال بيه ويتكلم بداية المعلم سيد وأنيسة بخجل ثم يطلب كمال بيه منهما أن يعيشوا بعيدين عن بعض فيتشاجران أمامهم، وتعيش أنيسة في شقة كمال بيه ويعيش كمال بيه في شقة المعلم سيد، يدخل حسن للعمارة ويصادف ليلى أمام شقتها ويطلب منها أن تحل مشكلة والديها لأنه يعتقد أن والديهما هما من تشاجراً وليس والديه، وتخبر ليلى حسن بقصة والديه فينصدم من الموضوع، يقوم كمال بيه بنشر الملابس في المنور المشترك بين الشقتين ويقابل سلوى ويشتكى لها من حياته في شقة المعلم سيد وتصبره سلوى، كما يتشكى حسن لوالده من حياته ولكن المعلم سيد يبرر ذلك بشعوره براحة البال من المشاكل اليومية، ويحاول حسن اغراء والده عبر تعديد أصناف الأكل التي يحبها والتي حرم منها، من جهة أخرى تفرح أنيسة بوجودها في منزل كمال بيه وتعدد لسلوى أفعاله في البيت، يتحدث كمال بيه مع المعلم سيد ويبدأ المعلم سيد بسرد قصص جميلة لأنيسة، وكذلك أنيسة تقص لسلوى أفعال المعلم سيد الحسنة، ولكن كمال وسلوى يمهلان المعلم سيد وأنيسة أسبوع لكي يعودوا لبعضهم وإلا سيخبران الناس، يطبخ المعلم سيد مع كمال وحسن البامية ولكنه يختلف معهم في طريقة تحضيرها ويتصل على أنيسة ليستفسر منها ولكنهما يردان على بعضهم بثقل وغرور، تكثر مكالمات المعلم سيد مع أنيسة وكأنها خطيبان مما يمهد لرجوعهما كزوجين، يتسلل عباس إلى منور العمارة ليلاً ليقابل سلوى هانم يطالب بحقه ليتبين أن سلوى هي من زورت العقد حتى تنهي مشاكل المعلم سيد مع أنيسة ولكنها تطرده من البيت، يرن جرس منزل سلوى ويدخل سيد ومعه بوكيه ورد ودواء كانت أنيسة طلبته منه، وتحزن سلوى وأنيسة على حال المعلم سيد وحسن، ويقرر المعلم سيد أن يتزوج أنيسة من جديد ولكنه ينصدم بشروط أنيسة الجديدة، تنسق سلوى موعد في أحد المطاعم للصلح وتذهب هي وكمال بيه، يذهب عباس لمنزل المعلم سيد ليعترف بكل شيء ويفتح له حسن الباب ثم يأخذه لمنزل كمال بيه ولكن أنيسة تقوم بضربه بعد معرفتها بالتزوير ثم يقوم المعلم سيد بضربه مرة أخرى عندما يعرف السبب، وتحضر ليلى للمطعم وتعلم والديها بأن عباس قد حضر ويتشاجر كمال بيه مع زوجته سلوى بسبب مع فعلته، يعود المعلم سيد للتشاجر مع أنيسة مرة أخرى. |
| 6          | جمعية الرفق بالستات     | تتضامن سيدات الحي لمجابهة زيادة أسعار اللحوم والخضروات، ويقررن مقاطعة الباعة لإجبارهم على تخفيض الأسعار، وعوضًا عن الوجبات المعتادة يلجأن لصنع أكلات مختلفة تعتمد كليًا على الفول، ورغمًا عن امتعاض الأزواج والأبناء تنجح خطتهن ليقررن انشاء جمعية لمتابعة التزام الباعة بالأسعار المخفضة، لكن يختلفون على اسم رئيسة الجمعية فيلجأون للإنتخاب بين سلوى وأنيسة على مقعد الرئيسة وبين ليلى وقدرية على مقعد السكرتيرة. |
| 7          | جمعية النيل نجاشي       | تتجمع الأسرتان وضيوفهم في شقة كمال بيه ويتحدثون عن نهر النيل ومشاكل التلوث الحاصلة فيه ويتفق الجميع على انشاء جمعية النيل نجاشي نسبة لأغنية الفنان محمد عبد الوهاب، ويقوم كمال بيه بترشيح نفسه رئيساً لهذه الجمعية ويعد خطبة عن جده (لاظ باشا الحمراوي) أول مهندس ري للنيل وتشجعه سلوى وليلى على الكتابة، من جهة أخرى يرشح المعلم سيد نفسه رئيساً للجمعية ويقوم حسن باعداد خطبة لوالده الذي يرفض القاء الخطب ويفضل عنها الشعارات البسيطة المضحكة، ثم تتفق الأسرتان على انسحاب المعلم سيد لصالح كمال بيه ليكونوا جبهة واحدة ضد عبده بيه الذي يرشح نفسه للجمعية، يقوم مندوب المحافظة بافتتاح الجلسة ويقوم كمال بيه وعبده بيه بالقاء خطبهم امام الجماهير ويعترضان على من يبدأ بالخطابة ويقوم المندوب بتقسيم الوقت بينهما على أن يقوم كل واحد منهما بقراءة جملة من خطبته بالتناوب، وتتشكل بذلك مسيئة لجد كمال بيه الذي يتشاجر مع عبده بيه، تتفق سلوى وأنيسة على العمل الجاد ويدخلان أحد المصانع ولكنه لا يستجيب لهم، ثم تشاهد سلوى عامل بأحد الفنادق العائمة على النيل يرمي القمامة في النهر وفتقوم بالتحدث للمسؤولين ولكنهم لا يهتمون بكلامها، ثم تدخل أنيسة لأحد الكازينوهات في النيل في جولتها، وأثناء حديثها لمدير الكازينو تدخل زوجته "درية" وتتشاجر معها ظناً منها بوجود علاقة غرامية بين أنيسة وزوجها مدير الكازينو وتضربها أنيسة ويغمى عليها وتنقل للمستشفى، تقوم سلوى بالتوجه للشرطة وتسلمهم تقرير يتكلم عن المخالفات البيئية التي وجدتها، ولكن مدير المركز يحليها لأحد المسؤولين الذي لا يكترث بكلامها، ثم يخطب كمال بيه وعبده بيه بالجمهور ويتشاجران على الرئاسة، فيقوم المندوب بتقسيم النيل بينهما وينهي الخلاف. |
| 8          | جوزي عاوز تحليل         | تقرأ سلوى عدد من الكتب في علم النفس، وتطبق التحليل النفسي على معارفها وجيرانها وتدفعهم للثورة على أوضاعهم وإخراج رغباتهم المكبوتة، تقع المشاكل على كمال بسبب أفعالها فيخطط للقيام بخدعة دبرها مع سيد وأنيسة لإثناء سلوى عن التحليل النفسي. |
| 9          | موسم الهجرة إلى القاهرة | بعد تعرض عقار مجاور للسرقة .. تقرر العائلتان تعيين بواب لحراسة الفيللا، لكن البواب يستغل وجوده بالمكان ويحوله لمركز للعديد من الأنشطة التجارية التي تسبب ازعاجًا كبيرًا للأسرتان. |
| 10         | براءة الأطفال في عينيه  | |
| 11         | جواز وخراب ديار         | يتمكن حسن من انقاذ ليلى بعد تعرضها لهجوم من قِبَلْ اللصوص، يطلب كمال وسلوى من حسن اصطحابها للكلية برفقته لتعود لها الثقة مرة أخرى، وبمرور الوقت يتقرب الإثنان لبعضهما، تلاحظ الأمر أنيسة وسلوى الذين يتفقان على إجراء خطبة، لكنهما يختلفان فيما يتعلق بتوزيع دعوات المناسبة على الأقارب والمعارف. |
| 12         | ممنوع المرض             | يتعرض كمال لوعكة صحية، يتم نقله لمستشفى التأمين الصحي التابع له ليقع تحت براثن عدد من الأطقم الطبية الذين يستنزفون الأسرتان ماليًا لتوفير أبسط المستلزمات الطبية. |
| 13         | سلوى راحت في شوربة عدس  | تدخل سلوى لشقة أنيسة وتطلب منها عدم صرف شيك بـ4000 جنيه كانت كتبته لأنيسة بسبب تجديدها للمطبخ ودورات المياه في شقتها، ولكن أنيسة تناسى الموضوع وتحاول المزاح مع سلوى، تخرج سلوى من الشقة لتنتظر الخادمة الجديدة "سكر"، ويتناقش المعلم سيد مع أنيسة بسبب الـ4000 جنيه ويخبرها بأن سيدخل مزاد لشراء محل حلويات ويحتاج للمبلغ من سلوى، ولكن أنيسة تطالبه بالصبر عليها فيغضب المعلم سيد، تأتي سكر إلى منزل كمال بيه ويفتح لها الباب ويتفقان معها على تقييم عملها، وتراقب سلوى عملها وتقوم سكر بأعمال المنزل علي أكمل وجه وتتفاجأ سلوى بخبرة سكر بأعمال الصيانة وتقوم بتصليح ساعة كمال بيه، ولكنه ينصدم من مرتبها البالغ 500 جنيه الذي يصبح أعلى من مرتبه الشهري، تزور أنيسة سلوى في منزلها وتتعرف على الخادمة سكر وتطلب من سلوى أن تأخذها لمنزلها فترفض، تحضر مدام تفيدة إلى منزل كمال بيه وتخبرهم بأن الخادمة سكر هي سفاحة تقتل أصحاب البيوت وتسرق بيوتهم، وتقوم بقتلهم عن طريق وضع السم في شوربة العدس بالخرشوف بعد يومين من العمل وتعرف من شعرها الأشقر، تقوم سلوى بالشك بالخادمة بعد أن طبخت شوربة العدس بالخرشوف وعندما تسألها سلوى عن شعرها تقوم بخلع الباروكة لترى أن شعرها الطبيعي لونه أشقر فتصرخ خارجة من المطبخ وتقفل الباب على نفسها وتتصل بكمال بيه ولكنه يرد عليها الساعي، تحزن أنيسة من سلوى بسبب رفضها لاعطائها الخادمة ويطلب منها المعلم سيد ارجاع المبلغ وتذهب أنيسة لتبلغ سلوى بذلك، يبلغ الساعي كمال بما قالته سلوى هانم ولكنه لا يهتم لكلامه، تتصل تفيدة هانم بسلوى ولكن سكر تأتي لتسأل سلوى عن الأكل ويبدها سكين وفتسقط سماعة التلفون من يدها، تذهب تفيدة لمنزل سلوى لتطمئن عليها ولكن لا أحد يفتح باب الشقة وتتصل تفيدة بكمال بيه لتبلغه بذلك فيتصل كمال بيه بالشرطة ويذهب إلى منزله ليجد سلوى مختبئة في المنور المشترك، ليتكشف أن سلوى قد أعطت سكر لأنيسة هانم فيذهب ليبلغ المعلم سيد وأسرته ولكن توقفهم تفيدة هانم لتبلغهم بأن الخادمة "سكر" ليست مجرمة لأن الخبر أعلن منذ خمسين عام. |
| 14         | حرم معالي الوزير        | يتسلم كمال أوراق ترشيحه ضمن التشكيل الوزاري الجديد، تورطه زوجته سلوى في تلبية طلبات معارفها بحكم منصبه المستقبلي قبل أن يتم الكشف عن وصول خطاب الترشيح للوزارة عن طريق الخطأ لتشابه الاسم مع المرشح الحقيقي. |
| 15         | الورطة                  | تختفي أنيسة في ظروف غامضة، تظن سلوى أن سيد قد قتلها وتقنع كمال بالتوجه لقسم الشرطة للإبلاغ عن الجريمة استنادًا على شكوكها. |
| 16         | عيد الزواج              | يحتفل كمال وسلوى بذكرى مرور 25 سنة على زواجهما، وعوضًا عن استضافة أصدقاءهما ومعارفهما يقرران الاحتفال بهذه المناسبة بشكل خاص، تُحضِّر لهم ليلى احتفالًا منزليًا على ضوء الشموع، وتتفق سلوى مع أنيسة على استضافة المدعوين في بيتها بحجة خروجهم لتناول العشاء بأحد المطاعم، لكن الضيوف يصرون على إنتظارهم ما يترتب عليه العديد من المواقف الكوميدية. |
| 17         | خطة ما تخرش المية       | مع تصاعد الخلافات بين أنيسة وسيد وانتقال أنيسة للعيش بمنزل كمال وسلوى .. يفكر كمال في طريقة للإصلاح بينهما ليتمكن من العودة للبيات بغرفته، ويخطط بالاشتراك مع سيد في عمل خطة لإشعال الخلاف بين سلوى وأنيسة قبل أن تنقلب عليهما الخدعة في النهاية. |
| 18         | برج الحوت               | بعد طرده من محل بيع الحلويات الذي يملكه سيد الأخضر، تساعد أسرة كمال العامل البسيط عطوة وتوفر له فرصة عمل في الحي، يبدأ كساعي ثم كعامل بوفيه، يتحصل أثناء عمله على الأموال من المترددين بغية إنهاء أوراقهم بشكل مخالف للقانون بالإشتراك مع موظفي الحي، ومع الوقت .. يتملك العديد من العقارات والأراضي ويتحدى أسرة كمال بغرض الزواج من ليلى. |
| 19         | مهرجان الزبالة          | تقرر الأسرتان الاستغناء عن خدمات (عنبر) مندوب رفع القمامة بسبب المغالاة المستمرة في قيمة أتعابه، وتتوليان مسئولية رفع القمامة بالتناوب، ينضم إليهم أهالي الأحياء المجاورة ويأسسون شركة مختصة لرفع القمامة دوريًا، لكن كان لعنبر رأي آخر لإفساد المخطط. |
| 20         | موعد مع المجانين        | يتمكن عدد من المجانين من الهروب من سيارة الترحيلات التي كانت تقلهم من بورسعيد للقاهرة، فيفكر مندوب مستشفى الأمراض العقلية في الايقاع بعدد من المسافرين لإيداعهم المستشفى بدلًا عن المرضى الهاربين، يقع سيد وأنيسة في الفخ ويتم ترحيلهم إلى المستشفى قبل ان يتمكنوا من الهروب منها. |
| 21         | الصعود بدون سلم         | يطرق صابر أحد عمال المعلم سيد باب شقته الخلفي، وتفتح له أنيسة الباب وتتفق معه على أن يستغلوا سفر المعلم سيد وحسن إلى بورسعيد لجلب بضاعة لمحل الحلويات، بالاحتيال على أشرف خطيب فوزية ابنة صابر الفقير، فتساعدهم أنيسة في الإدعاء بأنهم أغنياء ويسكنون في شقة المعلم سيد الراقية بالمعادي، يخرج صابر وتتصل أنيسة بسلوى لتساعدها، تحاول أنيسة إقناع المعلم سيد وحسن بأن يبيتوا في بورسعيد للإستراحة من الطريق ويقتنع المعلم سيد بعد تردد، تعطي سلوى قائمة طلبات لكمال بيه ليحضرها من بورسعيد، فيوافق بعد إلحاح سلوى وليلى، يخرج الرجال من المنزل متوجهين إلى بورسعيد ويحضر صابر زوجته حفيظة وابنته فوزية إلى شقة المعلم سيد، وتشرح فوزية ظروف أهلها وأنهم من حي البغالة الشعبي، وأن أشرف من سكان حي الزمالك الراقي، وأن والدته لن ترضى بزواجهما إلا إذا كانا من نفس الطبقة والمستوى الإجتماعي، فتوافق أنيسة وسلوى على الاشتراك في الحيلة بعد عملهم بأن وجيدة هانم والدة أشرف ترغب بتزويج ابنها من ابنة خالته، يقوم صابر وحفيظة بتغيير ملابسهما ويحس صابر بأنه يرتكب خطأ ولكن أسرته تمنعه من الكلام، يأتي أشرف ووالدته إلى شقة كمال بيه وتفتح لهم سلوى باعتبارها خادمة للمنزل، يقع صابر وحفيظة في مواقف محرجة أمام أشرف ووالدته بسبب عدم اعتيادهم لأسلوب عيش الطبقة الراقية في المجتمع، وتتدخل سلوى وأنيسة لإنقاذ الموقف، تتحدث وجيدة هانم عن الخدم وتقوم حفيظة بالادعاء بأن أنيسة تسكن في عزبة في "كفر الحنش" وتعرض عليها أن تعمل لدى وجيدة هانم، ثم تحضر ليلى العصير والشاي وتعرض عليهم حفيظة أن يجلسوا للعشاء، وتتحدث لهم عن خبرة أنيسة في إعداد الأسماك والمأكولات البحرية، يحضر صابر الشاي بطريقة مضحكة ويتعرض لإحراج، يتصل كمال بمنزله لتفقد أسرته ويرد صابر عليه بعد إلحاح أشرف، ويتفاجأ كمال بيه بالرد ولكن سلوى تتدارك الموضوع وترد على كمال بطريقة فهم منها أنها مهددة كونها ترد أمام الضيوف، يشك كمال بيه وقتها بتصرفات سلوى وليلى، تحضر سلوى تورتة للضيوف وثم تتفق مع أنيسة بنقل الضيوف إلى شقتها، يخبر كمال بيه المعلم سيد وحسن عن مكالمته مع سلوى ويخبرهم بشكوكه ويتصل كمال مرة أخرى ولكن سلوى لا ترد، ثم تتحدث فوزية وأشرف عن قصة حبهم ويخبرها بأنه يرغب في أن إنهاء الموضوع حالاً فتذهب فوزية للتحدث مع والدتها، ويبقى أشرف وحده في صالة شقة المعلم سيد، يقوم حسن بالاتصال بوالدته أنيسة ليتأكد من وجود سلوى وليلى في منزله ولكنها لا ترد، فيدب الشك في قلوب الرجال من أنهم تعرضوا للسرقة من لصوص، يرد أشرف على المعلم سيد ويتشاجران ويغلق أشرف السماعة فيقرر الرجال الرجوع للقاهرة، تتحدث وجيدة هانم مع زوجها ويبلغها بأنه سيتأخر عن الحضور وتقرر وجيدة هانم الجلوس للعشاء حسب إقتراح وجيدة هانم، تقوم سلوى وأنيسة بضرب صابر وحفيظة في المطبخ بسبب إقتراح حفيظة، تعطي أنيسة النقود لصابر ليحضر السمك، يصل الرجال للمنزل ويقررون إقتحام المنزل من ثلاث جهات لعدم إفلات اللصوص، يمسك المعلم سيد بأشرف ولكن تتدخل أنيسة وسلوى لإنقاذ الموقف، يخرج صابر وحفيظة للمنور فيمسك بهما كمال بيه وتقوم سلوى وأنيسة بتهدئة الرجال وشرح الموضوع لهم، ويتمكنو من إقناعهم بالإشتراك بالحيلة، فيقوم كمال بدور مدير المنزل ويقوم المعلم سيد بدور السفرجي وحسن بدور السائق، يجلس الضيوف على العشاء ويأكل صابر وحفيظة بطريقة بلدي، ثم تستأذن وجيدة هانم وأشرف بالإنصراف، ثم تحس فوزية بالندم مما حدث وتقرر الإعتراف لأشرف ووالدته اللذان يعرفان بكل شيء، ويقرر أشرف ووالدته التمسك بالزواج. |
| 22         | هز الهلال يا سيد        | تتشاجر سلوى مع أنيسة بسبب المياه الراكدة في العمارة كما يتشاجر المعلم سيد مع كمال بيه لنفس السبب، وينتج عن ذلك قطيعة بين الأسرتين ولكن حسن وليلى يحاولان الإصلاح بينهما بسبب دخول شهر رمضان، ويفكر حسن وليلى بحيلة وهي الادعاء بمحاولة خطف ليلى من قبل اللصوص وأن حسن نجح في تخليصها منهم، فتتصالح العائلتين من جديد، ثم تتقابل أنيسة وسلوى في السوبر ماركت لشراء أغراض رمضان وتقوم سلوى باغاظه أنيسة عبر شرائها لكميات أكبر منها، يدخل شهر رمضان وتتسحر الأسرتان سحور ثقيل رغم أنهم اتفقوا على أن يتسحروا بأكلات خفيفة، من جهة اخرى يقوم الموظفين بشركة كمال بيه بالإتفاق على تهنئة عزمي بيه رئيس الشركة بدخول الشهر الكريم، ولكنهم يجدونه نائما في مكتبه ويقوم بنهرهم على ذلك ويتصل بزوجته ليسأل عن الفطور ويعود للنوم، يقوم المعلم سيد بتموين بيته ويملأ سيارته بجميع أصناف الطعام ويحضرها لمنزله ليجد سلوى وأنيسة يطبخان الفطور، يلهى سيد وكمال بلعب الطاولة وحسن وليلى بالشطرنج ولكن المعلم سيد يحس بالجوع ويسأل عن موعد الآذان كل دقيقة مما يثير غضب الجميع، تتجمع الأسرتان على المائدة ويتفأجون بكثرة الأصناف المعدة للفطور ويصاب الجميع بالتخمة من كثرة الأكل، ويتشاجر الجميع على برامج رمضان التلفزيونية والإذاعية ويأخذ كل منهم راديو لنفسه، ثم تتجمع نساء العمارة ويقوموا بالنميمة على الناس ولكنهم في كل مرة يتذكرون أنهم في رمضان |
| 23         | رجاء اتخاذ اللازم       | بسبب معاناتهم المستمرة مع موظفي الجهات الحكومية المختلفة، تقرر الأسرتان رفع قضية على الحكومة لإجبارها على النزول لرغبات المواطنين في الحصول على خدمات ميسرة وبلا تعقيدات، ويتضامن معهم في مطالبهم العديد من أهالي الحي. |
| 24         | اللعب على كبير          | تحاول سلوى جاهدة الحصول على قرض من البنك، قبل أن تلتقي بصديقتها وزوجها اللذان يقنعانها بالعدول عن فكرة القرض لتشاركهما في تجارة المواد الغذائية، تشاركها أنيسة وحسن وليلى في توزيع البضائع التي يثبت لاحقاً عدم صلاحيتها للاستهلاك الآدمي ما يتسبب في إصابة مستهلكيها بالأمراض. |
| 25         | المراهقان               | يفوز سيد في إحدى مسابقات التليفزيون، ويُخيَّر بين الاحتفاظ بمبلغ 5000 جنيه أو التبرع بها لإحدى دور الأيتام التي تشرف عليها النجمة نوسة؛ مع حضورها لقضاء يوم بصحبته ودعوته إلى المسرحية التي تقوم ببطولتها، يقرر سيد التبرع بالمبلغ رغبة منه في التقرب إلى النجمة، تَغار أنيسة التي تتفق مع سلوى على إفساد المقابلة. |
| 26         | في بيتنا جاموسة         | بعد تصفية شركة توظيف الأموال التي تستثمر بها أنيسة، تتسلم جاموسة عوضًا عن نقودها، ولحين بيعها تضعها في منور الفيلا المشترك، ترفض أسرة كمال الحمراوي الأمر وتدفعهم للتخلص منها، قبل أن يكتشفوا جميعًا الفوائد العديدة للجاموسة. |
| 27         | سكرتيرة لبابا           | يفكر كمال بتعيين سكرتيرة جديدة له ويقوم بوضع المواصفات المطلوبة لها، ولكن تقوم سلوى وأنيسة بتبديل الرسالة التي يرسلها كمال إلى لجنة اختيار السكرتيرة لتطابق مواصفات فتاة قاموا باختيارها مسبقاً خوفاً من تعلق كمال بفتاة أخرى، يتفاجأ كمال بذلك ويفصل السكرتيرة ويعاقب نفسه وأعضاء اللجنة، ثم يقوم سيد بتقليده بجلب سكرتيرة من اليونان. |
| 28         | عارفينكو وسايبنكو       | بعد تحويل شركته إلى شركة قابضة؛ يتم تكليف كمال بتأسيس شركة لإنتاج الدواجن، يقع الاختيار على سيد الأخضر لتنفيذ مباني الشركة بشراكة والد صديق حسن، لكن بسبب البيروقراطية يتأخر تنفيذ المشروع مع اقتراب موعد الافتتاح، ليقوموا بخداع المسئولين لإيهامهم بأن الشركة قائمة بالفعل. |
| 29         | زنقة                    | يستعد كمال للسفر للخارج، يقله حسن للمطار بصحبة أنيسة وسلوى، لكنهم يعلقون في ازدحام مروري بسبب مرور موكب لأحد الضيوف الأجانب، يفشلون في تفادي الزحام رغم محاولاتهم المستمرة إلا أنهم يكونون العديد من الصداقات خلال فترة الانتظار. |
| 30         | الزلزال حبيبي           | يحدث زلزال في العمارة وتهرب أسرة كمال بيه للخارج وتهرب أسرة المعلم سيد إلى شقة كمال بيه، يقوم حسن بشرح طريقة حدوث الزلزال لوالديه ويقاطعه المعلم سيد ويشرحها بطريقة مضحكة ثم يدخل كمال بيه وأسرته الشقة ويتفأجوا بوجود المعلم سيد وأسرته بداخلها، ويكتشف الجميع بأن شقة المعلم سيد الأخضر قد تصدعت بالكامل ولم تعد صالحة للسكن، وفيعيش الجميع بشقة كمال بيه بعد طلب سلوى لذلك ومع مرور الوقت يتضايق كمال بيه وسلوى من تصرفات المعلم سيد الأخضر وأسرته وعندها يبلغ الخبير من رئاسة الحي المعلم سيد بأن الشقة لا تصلح للسكن فيفرح المعلم سيد وأسرته بذلك ويستمرون بالجلوس لدى أسرة كمال بيه، وتقوم سلوى بالاتفاق مع قريبها أحمد على أن يحضر لشقتها ويدعي أمام الجميع بقبول ابنته في الجامعة وعدم توفر سكن لها بالمدينة الجامعية وأن سيسكن معهم فتخرج عائلة المعلم سيد، مقابل 100 جنيه ولكنه حين حضر فتحت له أنيسة الباب وبغباء أحمد يعلمها بالخطة وفتقوم أنيسة بقلب الخطة على سلوى مقابل 200 جنيه، ونتج عن ذلك بقاء أسرة المعلم سيد في الشقة، ويحضر الخبير أمين إلى الشقة ليعلم الجميع بأن العمارة قد صدر عليها أمر ازالة بالكامل واعادة بناءها من جديد وتخرج أسرة المعلم سيد من الشقة وتكسر ليلى "القله" فرحا بذلك ولكن سلوى وليللى يعتقدان أن كمال بيه قد دبر الخطة لازالتهما ويتفأجان بأن القرار حقيقي ويصابو بخيبة أمل، ويقوم كمال بالإتفاق مع صاحب العمارة باعطاءه شقة في العمارة الجديدة ويتفاجأ بوجود المعلم سيد وأسرته في الشقة المقابلة لهم. |

## الجزء الثاني
ظهرت فيه كل الشخصيات الرئيسية التي شاركت في الجزء الأول، وقد كان الفنان محمد رضا قد توفي قبل أن يكمل آخر حلقة من الجزء الأول في المسلسل وهي حلقة (زنقة) حيث أدى مشهداً واحداً فقط في بداية الحلقة، فلم يظهر فيهما وظهرت الفنانتان سناء جميل وخيرية أحمد بملابس الحداد طوال الحلقة، كذلك استبدلت الفنانة ميرنا المهندس بالفنانة هبة كامل.

### حلقات الجزء الثاني 1996
| رقم الحلقة | اسم الحلقة           | القصة |
| ---------- | -------------------- | ----- |
| 1          | عريس لأنيسة          |       |
| 2          | برج الحب             |       |
| 3          | دروس خصوصية          |       |
| 4          | المشردون             |       |
| 5          | حضانة                |       |
| 6          | شقة مفروشة للإيجار   |       |
| 7          | الأعياد والصرف الصحي |       |
| 8          | مدرسة الماء والهواء  |       |
| 9          | هذا جناه بابا وماما  |       |
| 10         | مهمة صعبة جداً        |       |
| 11         | الفضيحة              |       |
| 12         | الأسطى سلوى هانم     |       |
| 13         | حبني زي زمان         |       |
| 14         | صحراء يا حلم الطفولة |       |
| 15         | أفراح الأنذال        |       |